# قضية الآغا خان
قضية الآغا خان اسم لدعوى قضائية قدمت ضد الآغا خان الأول في محكمة بومباي العليا سنة 1866 م.
فقد زعم المدعون أن الخوجة من أتباع الآغا خان الأول كانوا دائما من أهل السنة وليسوا شيعة إسماعيليين، وتضمنت مطالبهم تقليص سلطات الآغا خان كإمام للخوجة الإسماعليين النزاريين. وترأس القاضي البريطاني السير جوزيف آرنولد جلسات القضية التي استمرت عدة أسابيع.
وقد أصدر القاضي آرنولد حكمه في تشرين الثاني 1866 م لصالح الآغا خان الأول. وقد ثبت هذا الحكم بصورة قانونية وضعية النزاريين الخوجة كجماعة «شيعية إمامية إسماعيلية» ومكانة الأغا خان كقائد روحي بكامل الحقوق الصلاحيات بالواجبات المالية التي تجبي من الخوجة.